# Kecamatan Alor Barat Laut
Kecamatan Alor Barat Laut är ett distrikt i Indonesien.   Det ligger i provinsen Nusa Tenggara Timur, i den sydöstra delen av landet, 2 000 km öster om huvudstaden Jakarta. Kecamatan Alor Barat Laut ligger på ön Alor Island.